# Wolfgang Caffier
Wolfgang Caffier (* 10. März 1919 in Leipzig; † 4. August 2004 in Dresden) war ein deutscher evangelisch-lutherischer Pfarrer, Mitglied der Bekennenden Kirche und DDR-CDU-Bezirkstagsabgeordneter.

## Leben
Caffier war der Sohn des christlichen Kaufmanns Alfred Caffier und dessen jüdischer Ehefrau Johanna geb. Pawel. 1934 wurde er getauft und trat 1937 unter dem Einfluss seiner Eltern der Bekennenden Kirche bei. Nach dem Besuch der Volksschule und dem anschließenden Erwerb seiner Hochschulreife studierte er Evangelische Theologie in Leipzig, wurde aber wegen seiner jüdischen Herkunft 1940 exmatrikuliert. Danach versuchte er, als Gasthörer sein Wissen zu erweitern. Der sächsische Landesbruderrat der Bekennenden Kirche unterstützte seine weitere Ausbildung und so konnte Caffier im März 1943 in der Evangelisch-Lutherischen Kirche in Bayern sein Erstes Theologisches Examen ablegen. Da die Gestapo ihm eine kirchliche Tätigkeit nicht erlaubte und die Einziehung zur Zwangsarbeit drohte, verließ er Sachsen und hielt sich zeitweise verborgen. Caffier blieb in Kontakt mit Anhängern der Bekennenden Kirche, die sich dem Dahlemer Zweig zurechneten. Im Jahr 1944 wurde er wieder offiziell von Pastor Paul Braune als Hilfsgeistlicher an den Hoffnungstaler Anstalten Lobetal beschäftigt. In einem autobiographischen Bericht erzählt Caffier über sein Leben in der NS-Zeit.
Nach der Befreiung vom Nationalsozialismus legte er in Berlin im Jahr 1946 sein Zweites Theologisches Examen ab und erhielt seine Ordination. Im selben Jahr wurde er als Pfarrer an der Erlöserkirche Leipzig gewählt. 1947 versah er auch einen Dienst als Studentenpfarrer in der Evangelischen Studentengemeinde Leipzig (ESG Leipzig). Mitte 1948 wurde er Mitglied der SED und hatte dort später zwölf Funktionen inne. 1949 wurde er Pfarrer in Liebenau (bei Kamenz) und 1954 Pfarrer in Weixdorf (Kirchenbezirk Dresden-Land), wo er bis zu seinem Ruhestand tätig blieb. Hier schied er 1967 aus gesundheitlichen Gründen vorzeitig aus dem Dienst aus.
1970 wurde ihm von der Brüderunität das Amt eines Bearbeiters der Herrnhuter Losungen übergeben. 1973 beschwerte er sich in einem Schreiben an Willi Barth vom Zentralkomitee der SED über die Vorzensur, die die Evangelische Verlagsanstalt hinsichtlich der von ihm ausgewählten (Dritt-)Texte ausübe.
Wolfgang Caffier hatte zusammen mit Ehefrau Ingetraut drei Kinder, darunter den CDU-Politiker Lorenz Caffier.

## Positionen
In der Diskussion der sächsischen Landeskirche zum Thema Jugendweihe und/oder Konfirmation trat Caffier für eine weniger rigorose Position ein, indem er der versammelten Pfarrerschaft und Bischof Noth zurief: „Seid barmherzig!“
Caffier stand loyal zur sozialistischen Staatsmacht. Von 1958 bis 1961 wirkte er als Leiter des SED-gesteuerten Bundes evangelischer Pfarrer in der DDR. Außerdem wurde er mit dem Mandat der CDU der DDR Abgeordneter des Bezirkstages von Dresden.
Caffier stieß mit seiner Positionierung zugunsten der SED in breiten Kreisen der evangelischen Kirche auf Ablehnung und war in der Pfarrerschaft relativ isoliert. Bei seinen Wortmeldungen auf der Pfarrerkonferenz wurde er als „Spitzel der SED und Russenknecht“ bezeichnet. In seiner Leipziger Gemeinde war er völlig isoliert und predigte „vor leeren Sälen“. Caffier war seit ihrer Gründung Mitglied der sozialismusnahen Christlichen Friedenskonferenz. Interna der sächsischen Landeskirche und der Brüder-Unität meldete er dem Rat des Bezirkes Dresden in Dresden (Lewerenz) und dem Ministerium für das Hoch- und Fachschulwesen der DDR in Ost-Berlin (Staatssekretär Wilhelm Girnus) und dadurch mittelbar an das Zentralkomitee der SED.
In der Zeit der Wende in der DDR förderte er ein Dresdner Theaterprojekt und rettete es damit vor seiner Liquidation.